# Capitolium

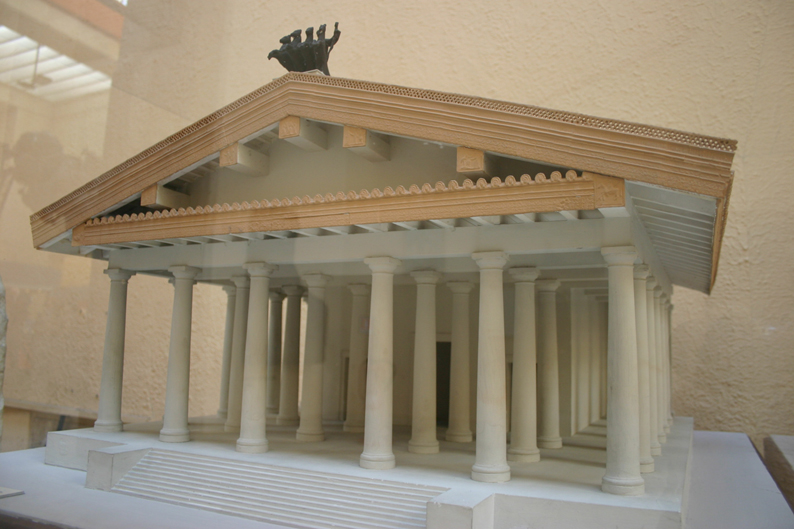
Maqueta del templo de Júpiter Óptimo Máximo.

Un capitolium (en latín; plural: capitolia), también capitolio (en español), era un tipo de templo de la Antigua Roma que estaba dedicado a la tríada capitolina de los dioses Júpiter, Juno y Minerva, tomando el modelo del templo de Júpiter Óptimo Máximo, el primer capitolium, y donde se consideraba el centro de la ciudad, construido en la colina Capitolina (Campidoglio) de Roma, de cuyo nombre latino Mons Capitolinus deriva el término.
Su advocación a las tres divinidades implicaba a menudo la presencia de una cella tripartita, una para cada dios, como la del modelo, mientras que en otros casos las tres estatuas de las divinidades se alojaban juntas en una única cella. En algunos casos se construyeron tres templos separados.
En muchas ciudades de Italia y de las provincias romanas se construyó un capitolium en un lugar prominente, sobre todo durante los periodos augusteo y julio-claudio. 

## Capitolia

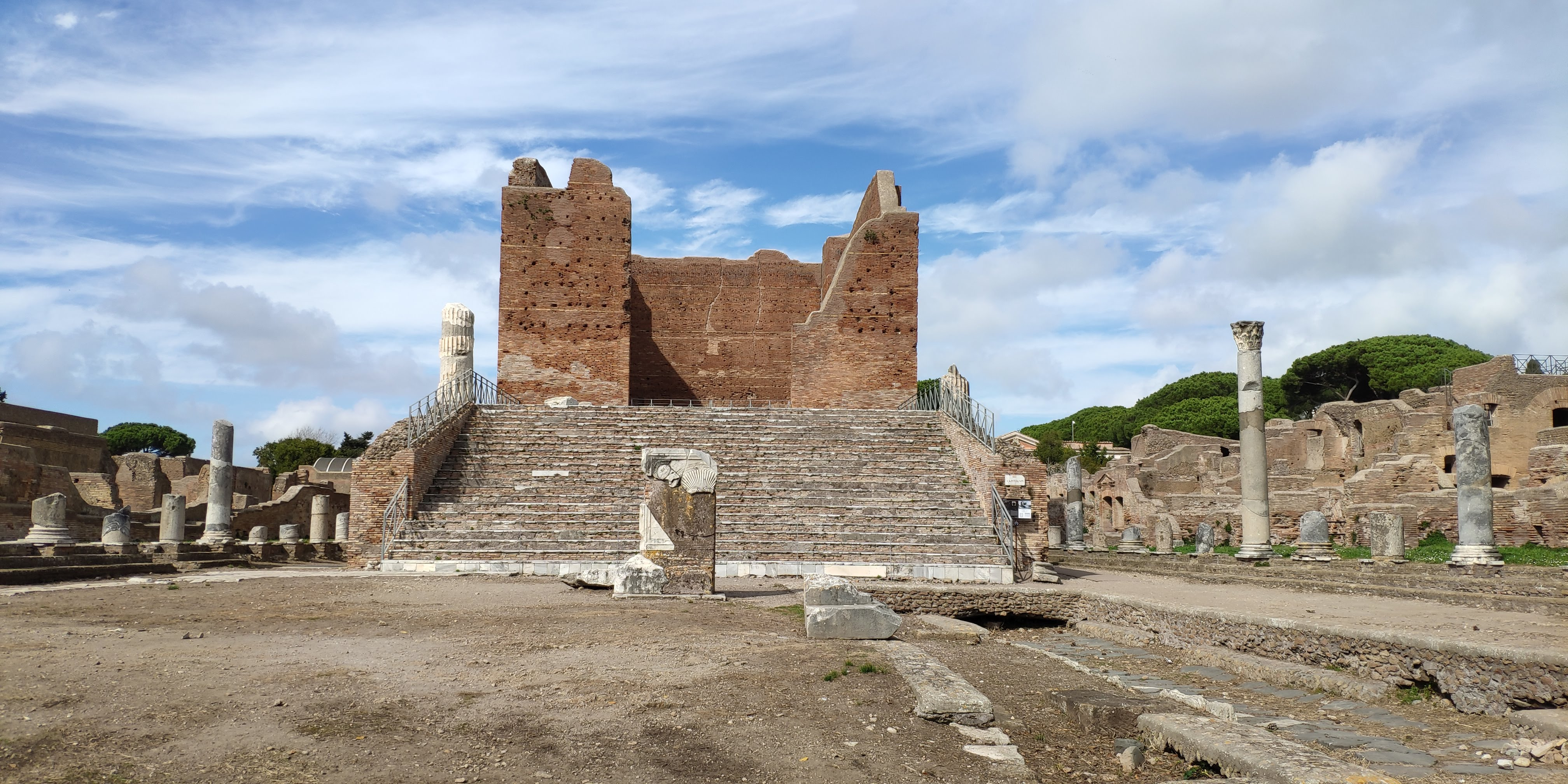
Capitolium de Ostia.

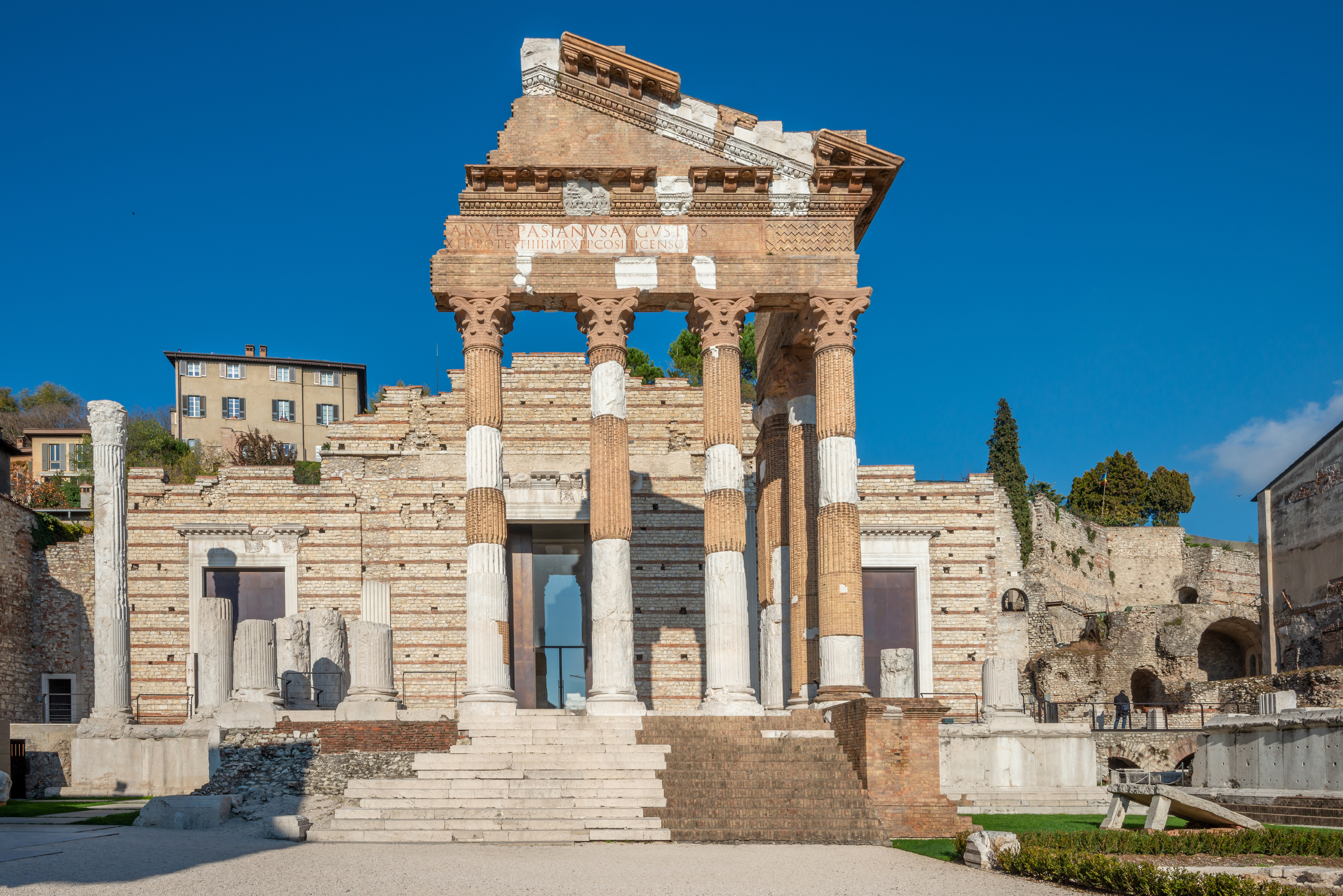
Capitolium de Brixia.

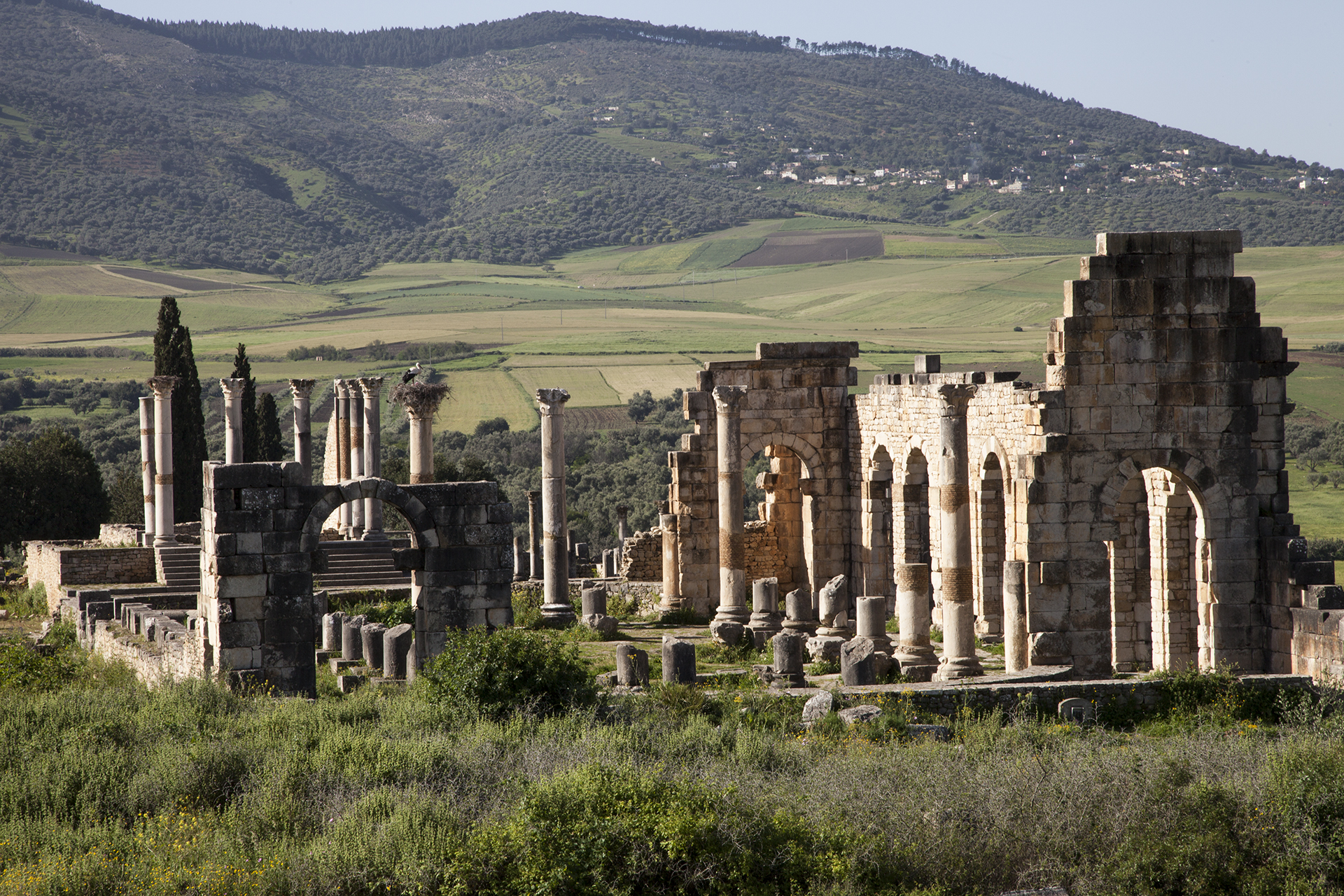
Capitolium de Volubilis.

Su presencia en el exterior de Italia indicaba que la ciudad era una colonia romana.
Algunos ejemplos:

### Capitoliaen Italia
- Capitolium de Bergomum (Bérgamo)
- Capitolium de Brixia (Brescia)
- Capitolium de Cosa (Cosa)
- Capitolium de Cumae (Cuma)
- Capitolium de Emporion (Ampurias), el ejemplo más antiguo conocido fuera de Italia, en España.[2] Con cella común
- Capitolium de Liternum (Giugliano)
- Capitolium de Mediolanum (Milán)
- Capitolium de Minturnae (Minturno)
- Capitolium de Ostia (Ostia)
- Capitolium de Pompeii (Pompeya), con cella común
- Capitolium de Potentia (Porto Recanati)
- Capitolium de Sarsina (Sarsina)[3]
- Capitolium de Scolacium (Squillace)
- Capitolium de Terracina (Terracina)
- Capitolium de Verona (Verona)[4]
- Capitolium Vetus o "Antiguo capitolio" (Roma)

### Capitoliaen Galia y Germania
- Capitolium de Glanum (Saint-Rémy-de-Provence)
- Capitolium de Colonia Ulpia Traiana (Xanten)

### Capitoliaen África septentrional
- Capitolium de Curculum (Cuicul, Djémila)
- Capitolium de Thugga (Dougga)
- Capitolium de Sufetula (Sbeitla), que consta de tres templos distintos.
- Capitolium de Thuburbo Maius
- Capitolium de Volubilis (Qsar Fir'awn)

### Capitoliaen las provincias orientales del Imperio romano
- Capitolium de Constantinopla
- Capitolium de Emesa (Homs)